# Cantó de Peirueis
El cantó de Peirueis és un cantó francès del departament dels Alps de l'Alta Provença, situat al districte de Forcauquier. Té 4 municipis i el cap és Peirueis.

## Municipis
- La Brilhana
- Ganagòbia
- Lurs
- Peirueis

## Història
| Data d'elecció                           | Identitat         | Partit               | Qualitat |
| ---------------------------------------- | ----------------- | -------------------- | -------- |
| 1964-1960                                | Louis Jourdan     | PCF                  |          |
| 1970-1976                                | M. Hugues         | UDR                  |          |
| 1976-1982                                | Louis Jourdan     | PCF                  |          |
| 1982-2008                                | Francis Galizi    | UDF-CDS, després UMP |          |
| 2008-                                    | Gérard de Meester | EELV                 |          |
| les dades anteriors no són pas conegudes |                   |                      |          |
|                                          |                   |                      |          |

| 1962  | 1968  | 1975  | 1982  | 1990  | 1999  | 2006  |
| ----- | ----- | ----- | ----- | ----- | ----- | ----- |
| 2.149 | 2.557 | 2.543 | 2.620 | 3.080 | 3.420 | 3.774 |